# NGC 5471
NGC 5471 is een peculiair sterrenstelsel in het sterrenbeeld Grote Beer. Het hemelobject werd op 22 augustus 1863 ontdekt door de Duits-Deense astronoom Heinrich Louis d'Arrest. Er zijn ook bronnen die zeggen dat NGC 5471 een emissienevel in het Windmolenstelsel is. 

## Synoniemen
- MCG 9-23-30
- VV 394
- PGC 165629